# Griesbach (Issigau)

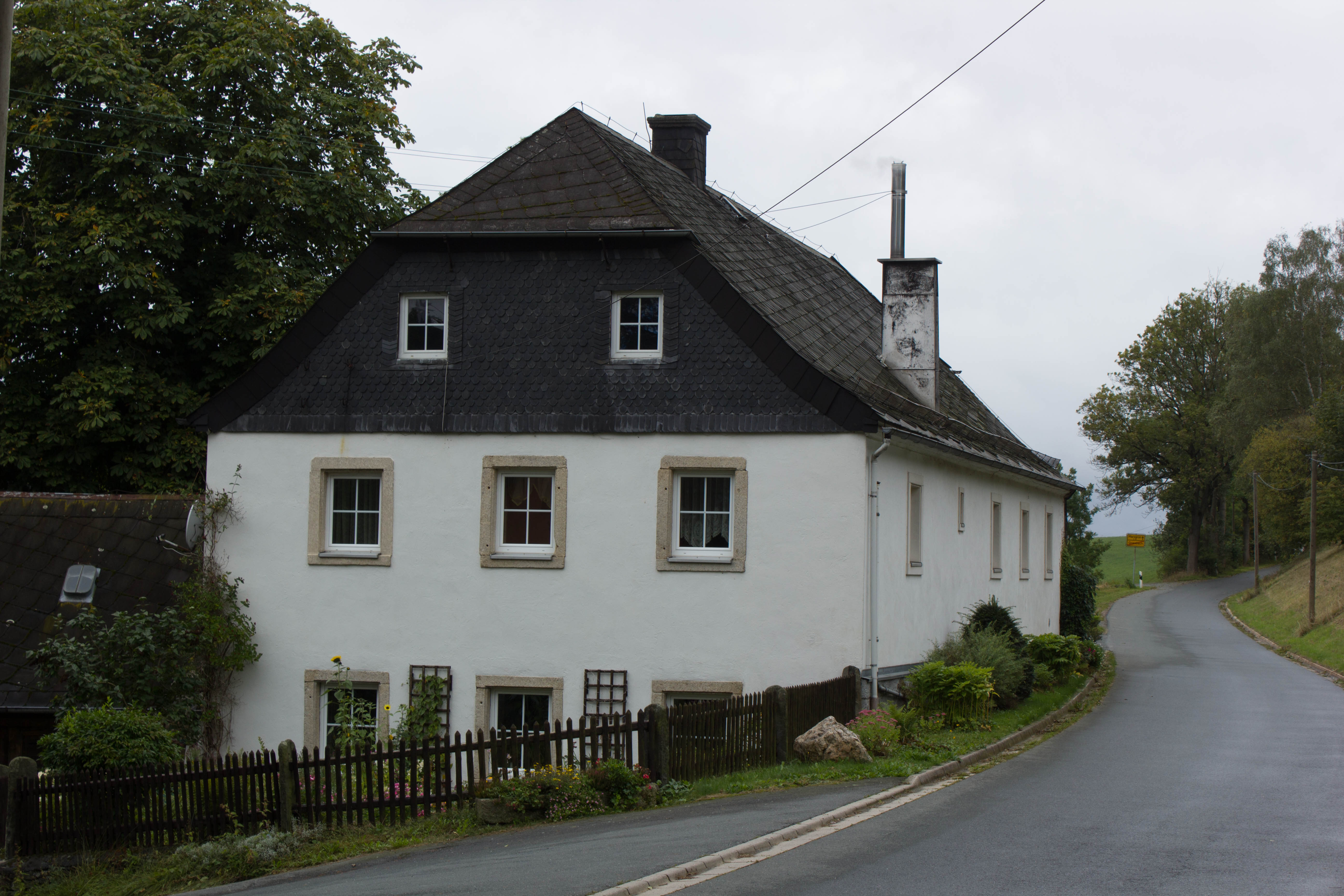
Ehemaliges Hammergut

Griesbach ist ein Gemeindeteil der Gemeinde Issigau im Landkreis Hof (Oberfranken, Bayern). Griesbach liegt in der Gemarkung Reitzenstein.

## Geografie
Das Dorf liegt in einer Talmulde eines mittlerweile nicht mehr Wasser führenden rechten Zufluss der Selbitz. Im Süden wie auch im Osten grenzen Waldgebiete an. Im östlichen Bereich gibt es einen Trauerwald. Im Norden ist die Flur großflächig von Photovoltaikanlagen in Beschlag genommen. Eine Gemeindeverbindungsstraße führt nach Reitzenstein (2,2 km nordöstlich) bzw. nach Marxgrün zur Staatsstraße 2195 (2 km westlich). Eine weitere Gemeindeverbindungsstraße führt nach Edlendorf (2,8 km westlich).

## Geschichte
Bei Griesbach siedelten um das Jahr 1000 slawische Siedler. Es finden sich Rückstände eines zu dieser Zeit betriebenen Eisenbergbaus.
Griesbach gehörte zur Realgemeinde Issigau. Gegen Ende des 18. Jahrhunderts bestand Griesbach aus zehn Anwesen. Die Hochgerichtsbarkeit  hatten das Rittergut Issigau und das Rittergut Reitzenstein gemeinsam inne. Grundherren waren das Rittergut Issigau (5 Gütlein, 1 Söldengut) und das Rittergut Reitzenstein (2 Güter, 2 halbe Gütlein).
Von 1797 bis 1810 unterstand Griesbach dem Justiz- und Kammeramt Hof. Infolge des Ersten Gemeindeedikts wurde Griesbach dem 1812 gebildeten Steuerdistrikt Issigau und der zugleich entstandenen Ruralgemeinde Reitzenstein zugewiesen. Im Zuge der Gebietsreform in Bayern wurde Griesbach am 1. Mai 1978 nach Issigau eingemeindet.

### Baudenkmäler
- Haus Nr. 6: Ehemaliges Hammergut[9]

### Einwohnerentwicklung
| Jahr      | 001819 | 001861 | 001871 | 001885 | 001900 | 001925 | 001950 | 001961 | 001970 | 001987 |
| Einwohner | 54     | 71     | 53     | 52     | 69     | 73     | 52     | 45     | 40     | 32     |
| Häuser    |        |        |        | 10     | 10     | 11     | 11     | 10     |        | 11     |
| Quelle    | [ 7 ]  | [ 11 ] | [ 12 ] | [ 13 ] | [ 14 ] | [ 15 ] | [ 16 ] | [ 17 ] | [ 18 ] | [ 1 ]  |

## Religion
Griesbach ist seit der Reformation evangelisch-lutherisch geprägt und bis heute nach St. Simon und Judas (Issigau) gepfarrt.